# 위취안구

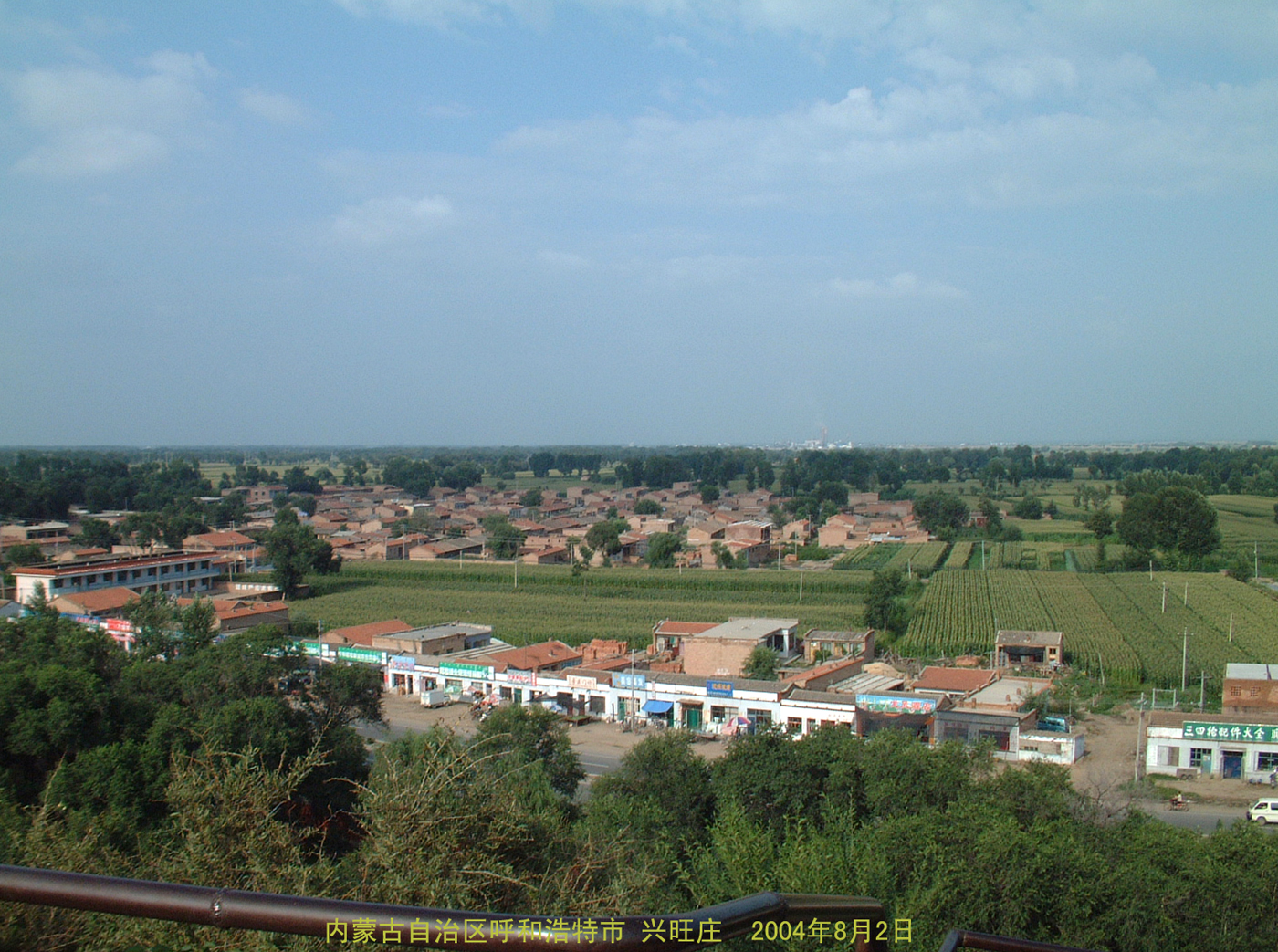

위취안구(한국어: 옥천구, 중국어: 玉泉区, 병음: Yùquán Qū)는 내몽골 자치구 후허하오터 시의 현급 행정구역이다. 넓이는 213km2이고, 인구는 2007년 기준으로 190,000명이다.

## 행정 구역
8개 가도, 1개 진을 관할한다.
- 가도: 小召前街街道, 兴隆巷街道, 长和廊街道, 石羊桥东路街道, 大南街街道, 鄂尔多斯路街道, 西菜园街道, 昭君路街道.
- 진: 小黑河镇.